# Orchesella cincta
Orchesella cincta är en urinsektsart som först beskrevs av Carl von Linné 1758.  Orchesella cincta ingår i släktet Orchesella och familjen brokhoppstjärtar. Arten är reproducerande i Sverige. Inga underarter finns listade i Catalogue of Life.